# Ermal Meta
Ermal Meta (Fier, 20 de abril de 1981) é um cantor e compositor albanês naturalizado italiano.
Membro dos grupos Ameba 4 e La Fame di Camilla no curso dos anos 2000, a partir de 2013 passou para a carreira solo, lançando três albuns de estúdio e vencendo o Festival de Sanremo de 2018 com o dueto Non mi avete fatto niente com Fabrizio Moro. Meta também representou a Itália no Festival Eurovisão da Canção juntamente com Moro na edição de 2018 em Lisboa, tendo ficado na quinta posição.

## Biografia

### Primeiros anos
Nascido em Fier na Albânia, se mudou aos 13 anos de idade com sua mãe, irmão e irmã para Bari na Itália, cortando apenas as relações com seu pai, o qual ele definiu como sendo violento. Tendo crescido escutando música clássica (a mãe é violinista profissional), começou a tocar piano e guitarra e fez parte de vários grupos antes de entrar na Ameba 4 como guitarrista. Este grupo tomou parte no Festival de Sanremo em 2006 na categoria Jovens com a canção Rido... forse mi sbaglio, porém acabou sendo eliminado na primeira noite. A canção foi posta no único album deles, intitulado Ameba 4 e gravado pela Sugar Records. Pouco tempo depois a banda se desfez.

### La Fame di Camilla

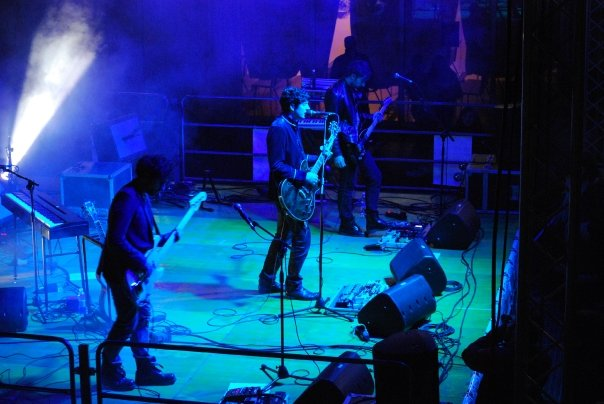
Meta se apresentando em 2010, quando era membro da La Fame di Camilla

Em 2007 Meta fundou o grupo La Fame di Camilla em Bari, com a qual participou de três albuns de estúdio: La Fame di Camilla (2009), Buio e luce (2010) e L'attesa (2012). Já de início o grupo protagonizou uma intensa atividade em apresentações ao vivo que os levaram a eventos nacionais, tais como o Festival de Sanremo em 2010 (categoria Jovens) e o Heineken Jammin' Festival.

### Carreira solo

#### Compositor
Após escrever várias canções para vários artistas italianos, incluindo Marco Mengoni, Emma, Chiara, Annalisa, Patty Pravo e Lorenzo Fragola, Meta deu início à sua carreira solo. No Festival de Saneremo de 2013, a cantora Annalisa apresentou a canção Non so ballare, escrita por Meta. No mesmo ano, Meta e Niccolò Agliardi compuseram Non mi interessa para Patty Pravo; compôs também Pronto a correre, 20 sigarette e Natale senza regali para Marco Mengoni — presentes no álbum Pronto a correre deste cantor.
No início de 2014, produziu a canção Tutto si muove, incluída na trilha sonora da série televisiva Braccialetti rossi. Em 22 de outubro começou a tocar nas rádios seu primeiro single, Lettera a mio padre. Ao término de 2014, junto com Gianni Pollex escreveu o single Straordinario de Chiara que foi apresentado no Festival de Sanremo de 2015; no mesmo período escreve Invincibile (junto a Matteo Buzzanca), La neve prima che cada e Io ti aspetto (junto a Dario Faini) para Marco Mengoni, inserido no álbum Parole in circolo (2015).
Em 2015 escreveu La nostra vita è oggi e Resta dove sei para o álbum 1995 de Lorenzo Fragola. Depois participou como produtor junto a Fabrizio Ferraguzzo e Roberto Cardelli no segundo álbum de Francesco Sarcina, Femmina, no qual são presentes as canções compostas por Meta Un miracolo (junto a Antonio Filippelli), Femmina (junto a Sarcina), Ossigeno e Benvenuta nel mondo. Participa da composição dos singles Occhi profondi e Arriverà l'amore para Emma Marrone.

#### Umano
Em 19 de nvembro de 2015 é anunciado o single Odio le favole, lançado no dia 27. Meta apresentou a canção no Festival de Sanremo de 2016, ficando na terceira colocação na categoria de novas propostas. Odio le favole alcançou a posição de 66º single mais vendido na Itália. Em fevereiro de 2016, foi lançado seu primeiro álbum de estúdio, intitulado Umano e que estreou na 45ª posição de álbuns mais vendidos da Itália.

#### Vietato morire
Em 8 de fevereiro de 2017 antecipou em dois dias o lançamento de seu segundo album de estúdio, também intitulado Vietato morire. A duas semanas do Festival de Sanremo, Vietato morire alcançou a primeira colocação de álbuns mais vendidos na Itália.
No Festival de Sanremo, sua participação com a canção Vietato morire alcançou a terceira posição da categoria grandes artistas e recebeu o Prêmio de Crítica Mia Martini. Durante a terceira noite da competição, ele realizou um cover da canção Amara terra mia de Domenico Modugno, recebendo o prêmio de melhor cover.
Seu disco incluí os singles Ragazza paradiso, Voodoo Love (em uma versão com Jarabe de Palo) e Piccola anima (em colaboração com Elisa Toffoli).
Em março, Meta é escolhido como juiz para a décima sexta edição do show de talentos Amici di Maria De Filippi. Em  12 de novembro conquistou o prêmio de melhor espetáculo italiano na MTV Europe Music Awards de 2017.

#### Non abbiamo armi

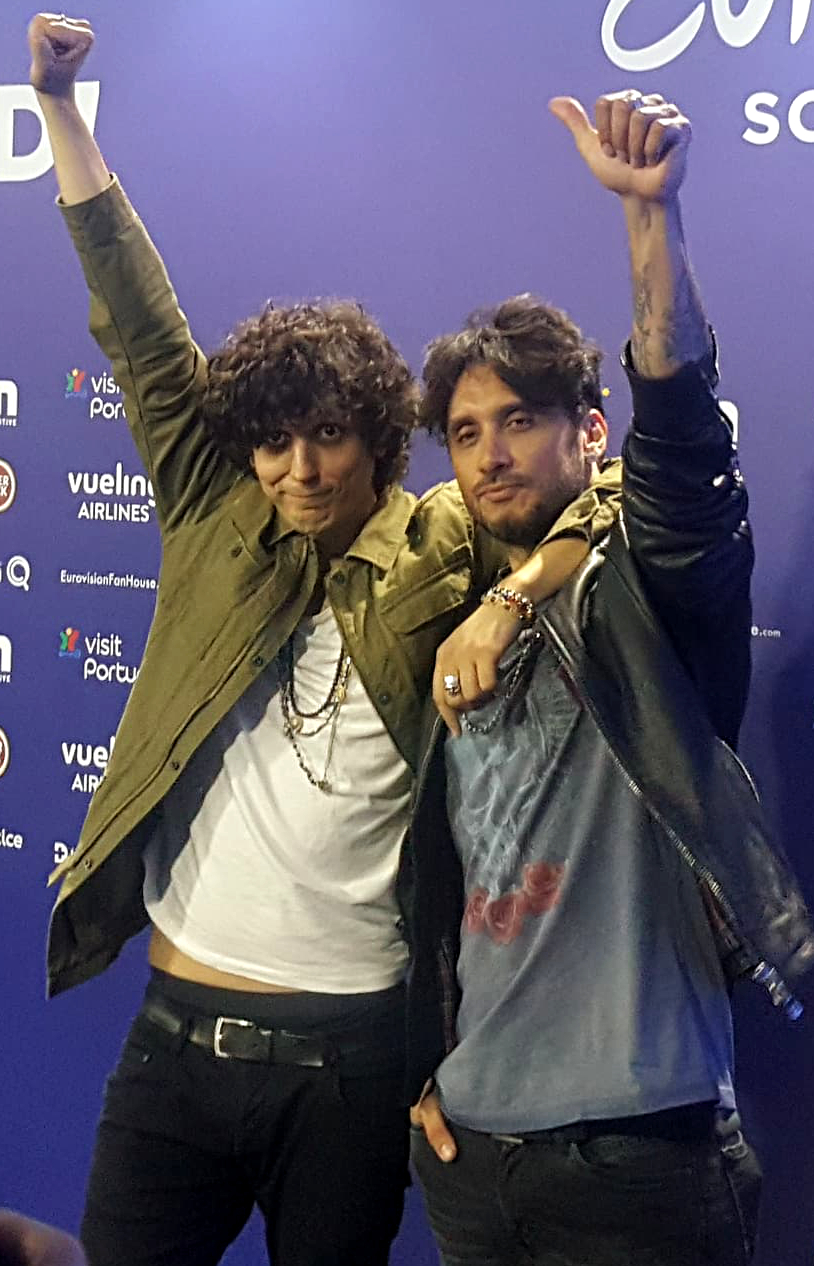
Ermal Meta com Fabrizio Moro Festival Eurovisão da Canção de 2018

Em dezembro de 2017, Meta revelou a conclusão de seu terceiro álbum de estúdio, que seria lançado em concomitância com sua participação no Festival de Sanremo de 2018. Em janeiro de 2018, anunciou seu título, Non abbiamo armi, e publicou a capa do álbum.
No Sanremo de 2018, Meta apresentou Non mi avete fatto niente com Fabrizio Moro, cuja composição é de autoria dos dois cantores e de Andrea Febo e versa sobre o terrorismo. Pouco tempo depois ocorreu o atentado em Manchester durante show de Ariana Grande. A canção foi vencedora do Festival.
Como intérprete da canção vencedora, Meta e Moro receberam automaticamente o convite para representar a Itália no Festival Eurovisão da Canção em Lisboa, tendo ficado na quinta posição.

## Discografia

### Álbuns de estúdio
| Título           | Detalhes                                                                                                  | Posições nas paradas de sucesso | Posições nas paradas de sucesso | Certificações   |
| Título           | Detalhes                                                                                                  | ITA                             | SWI                             | Certificações   |
| ---------------- | --- | ------------------------------- | ------------------------------- | --------------- |
| Umano            | - Lançamento: 12 de fevereiro de 2016 - Gravadora: Mescal - Formatos: Donwload digital, CD                | 45                              | —                               |                 |
| Vietato morire   | - Lançamento: 10 de fevereiro de 2017 - Gravadora: Mescal - Formatos: Donwload digital, CD                | 1                               | —                               | - FIMI: Platina |
| Non abbiamo armi | - Lançamento: 9 de fevereiro de 2018 - Gravadora: Tetoyoshi Music Italia - Formatos: Donwload digital, CD | 1                               | 18                              | - FIMI: Platina |

### Singles

#### Artista principal
| "Lettera a mio padre"                                                              | 2014 | —  | —   | —  | —  |                 | Umano            |
| "Odio le favole"                                                                   | 2015 | 66 | —   | —  | —  |                 | Umano            |
| "Volevo dirti"                                                                     | 2016 | —  | —   | —  | —  |                 | Umano            |
| "A parte te"                                                                       | 2016 | —  | —   | —  | —  | - FIMI: Ouro    | Umano            |
| "Gravita con me"                                                                   | 2016 | —  | —   | —  | —  |                 | Umano            |
| "Vietato morire"                                                                   | 2017 | 7  | —   | —  | —  | - FIMI: Platina | Vietato morire   |
| "Ragazza paradiso"                                                                 | 2017 | —  | —   | —  | —  | - FIMI: Ouro    | Vietato morire   |
| "Voodoo Love" (colaboração Jarabe de Palo)                                         | 2017 | —  | —   | —  | —  |                 | Vietato morire   |
| "Piccola anima" (colaboração Elisa)                                                | 2017 | 54 | —   | —  | —  | - FIMI: Ouro    | Vietato morire   |
| "Non mi avete fatto niente" (com Fabrizio Moro)                                    | 2018 | 2  | 134 | 20 | 16 | - FIMI: Platina | Non abbiamo armi |
| "Dall'alba al tramonto"                                                            | 2018 | 77 | —   | —  | —  | - FIMI: Ouro    | Non abbiamo armi |
| "—" representa o single que não foi para as paradas de sucesso ou não foi lançado. |      |    |     |    |    |                 |                  |

#### Artista colaborador
| Título                                                         | Ano  | Posição nas paradas de sucesso | Álbum     |
| Título                                                         | Ano  | ITA                            | Álbum     |
| -------------------------------------------------------------- | ---- | ------------------------------ | --------- |
| "Non mi interessa" (Patty Pravo em colaboração com Ermal Meta) | 2013 | 97                             | sem álbum |

### Trilha sonora e álbuns de outros artistas
| Título                                                                       | Ano  | Álbum                          |
| ---------------------------------------------------------------------------- | ---- | ------------------------------ |
| "Tutto si muove"                                                             | 2014 | Braccialetti rossi OST         |
| "Volevo perdonarti, almeno" (colaboração Niccolò Agliardi)                   | 2015 | Braccialetti rossi 2 OST       |
| "Piccoli problemi di cuore" (Cristina D'Avena em colaboração com Ermal Meta) | 2017 | Duets - Tutti cantano Cristina |